# Каджари
Каджари — тюрко-перська династія шахів Ірану в 1787-1925 роках. Походить від назви тюркського племені північного Ірану.

## Історія

### Заснування
Засновником династії був Ага Мохаммед хан Каджар, очільник племені каджарів. Він почав боротьбу з представниками династії Зендів після смерті у 1779 досить сильного володаря Персії Карім-шаха Зенді. Ага Мохаммед був проголошений шахом у 1787.
У 1794 він захопив останнього представника із Зендів Луф Алі-хана. Внаслідок вдалої кампанії проти Росії та Грузії у 1795-1796 новий шах встановив владу над значною частиною Кавказу. Водночас він переніс свою столицю з Ісфагана до Тегерана, де вона і залишилася.
Найбільш жорстокий і ненависний зі всіх іранських монархів, Ага Мохаммад в кінцевому результаті поклав кінець періоду анархії; він вдало воював проти зовнішніх ворогів, відновив шиїзм як державну релігію.
Убитий у військовому таборі своїми ж слугами в 1797 у місті Шуша (Карабах).
Результат правління першого з Каджарів — зростання військової та політичної могутності Ірану на Кавказі та у Середній Азії.

### Розвиток

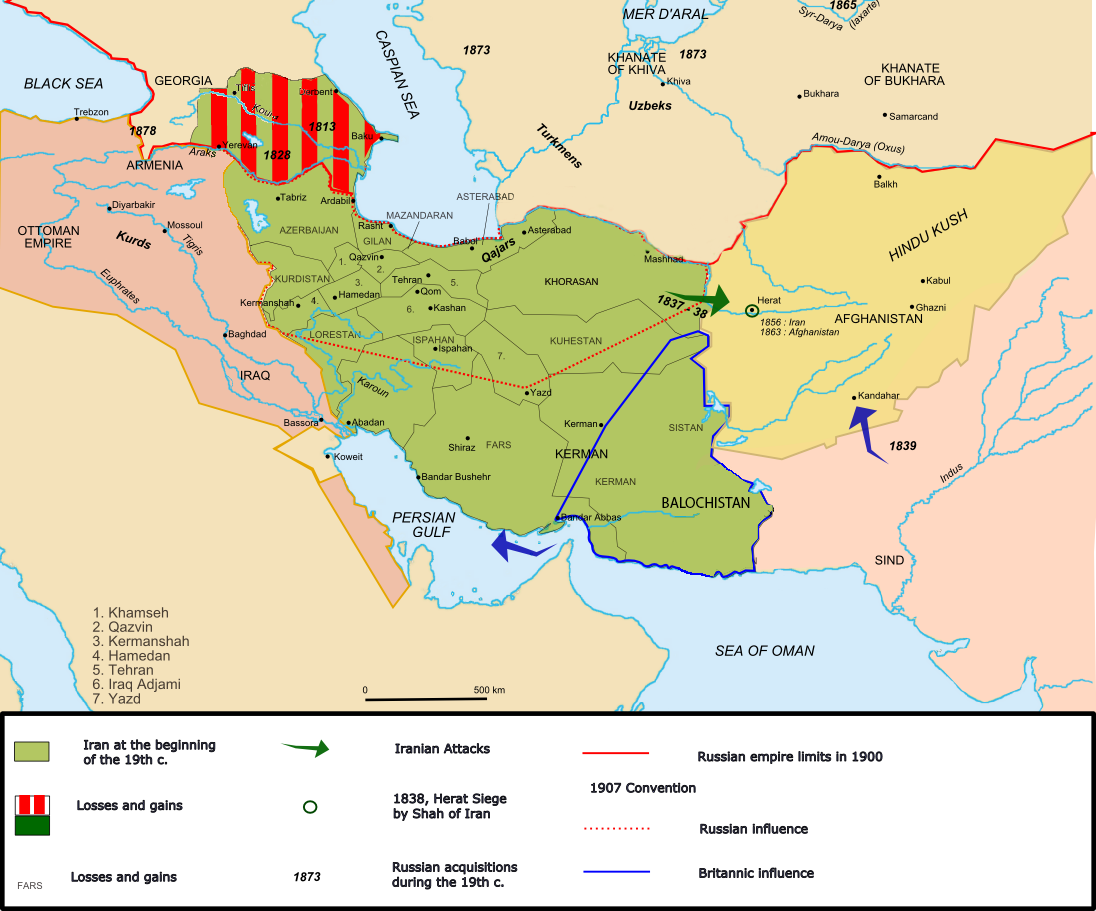
Територіальні втрати Ірану

У часи правління нащадків Ага Мохаммада поступово відбувається політичний занепад держави. Водночас відбуваються суттєві зміни у соціальному та економічному житті Ірану, вплив технологічного прогресу на країну. За часів спадкоємця та небожа Ага Мохаммеда — Фатх Алі-шаха (1798—1834) відбувається розквіт образотворчого мистецтва. За його наказом створена корона шаха, яка з цього часу передавалася у спадок. Цей шах з династії Каджарів відіграв значну роль у розбудові Тегерана.
За часів шаха Фатху Алі іранці, претендуючи на внутрішні області Кавказу (Азербайджан, Грузію, Вірменію і Дагестан) були втягнуті росіянами в тривалу боротьбу, яка закінчилася Гулістанським (1813) і Туркаманчайським (1828) договорами, за якими Іран був вимушений поступитися вищеназваними кавказькими землями.
Наступний володар з династії Каджарів — Мохаммед Шах Каджар (1834—1848) — не залишив значного сліду в історії. Герат, рисова долина на Геріруд, бувши частиною древньої Перської імперії, була захоплена афганцями у 1837—1838. Здійснив декілька невдалих спроб повернути цю територію. При всьому за часів Мохаммад-шаха продовжився розвиток Тегерана як адміністративного й культурного центру.
За Насер ед-Дін-шаха (1848—1896) відбувається соціальна, культурна та політична розбудова Ірану. Будуються нові заводи та фабрики, залізниці, відбувається реформа державного устрою та становлення регулярної армії. При цьому Іран продовжує втрачати територію на користь сусідніх держав і потрапляє під зростаючий тиск європейських держав, особливо Російської та Британської імперій. Кампанії з повернення цієї землі закінчилися британською інтервенцією в Афганістан і визнанням Іраном незалежності Афганістану в 1857.
У 1884 Іран втрачає Мервську оазу на користь Російської імперії.
Проблеми, що виникли за попереднього шаха, торкнулися й Мозаффар ед-Дін-шаха (1896—1907). Почалися масові протести проти абсолютної влади шаха, що паралізувало роботу державних органів та суттєво погіршало економічне становище країни.
У серпні 1906 відкрився іранський парламент — меджліс.
Відкриття нафти на початку ХХ ст. посилило суперництво Великої Британії та Росії за вплив в регіоні.
30 грудня 1906 прийнята Конституція Ірану.
Новий шах династії Каджарів — Мохаммад Алі-шах (1907—1909) — спробував відновити владу шахів. 24 червня 1907 він розігнав парламент. Це викликало внутрішні проблеми, соціальне та політичне напруження, остаточну втрату незалежності країни, перетворення її на напівколонію. Тим часом, англо-російське суперництво продовжувалося і в 1907 вилилося в англо-російську угоду (анульована після Першої світової війни), яка розділила Іран на сфери впливу.
У 1909 революціонери — прихильники конституції — скинули Мохаммад Алі-шаха з трону. Конституційний режим було відновлено.

### Падіння
Ахмад Шах Каджар (1909—1925) став останнім представником династії Каджарів на престолі Ірану. Новий шах не намагався протистояти Меджлісу.
Період, що передував Першій світовій війні, був періодом політичних і фінансових труднощів. У 1911 Морган Шустер, американський фінансист, був запрошений в Іран як фінансовий радник і головний скарбник Ірану. Були здійснені деякі реформи, але конфлікти з росіянами призвели до припинення цієї місії в 1911 — війська Російської імперії вдерлися до країни, в результаті чого Меджліс було розпущено, а конституцію анульовано.
Під час війни Іран окупований Сполученим Королівством і Росією, але залишався нейтральним. Після війни Іран прийнято в Лігу Націй як член-засновник.
У 1919 Іран уклав торгову угоду з Великою Британією, в якій Британія формально ще раз підтвердила незалежність Ірану, але насправді намагалася встановити повний контроль над ним.
У 1921 Іран визнав Радянську Росію, яка відріклася від імперіалістичної політики царизму (із її подальшою заміною на большевістську версію) і відкликала окупаційні сили з Ірану.
У лютому 1921 офіцер іранської армії Реза-хан Пехлеві за допомогою Великої Британії здійснив державний заколот й захопив владу. Ахмад-шах на той час знаходився у Європі. Лише 31 жовтня 1925 Меджліс офіційно оголосив династію Каджарів усуненою. 12 грудня 1925 новим шахом став Реза-хан Пехлеві.

## Сучасність
Представники роду Каджарів до сьогодні живуть як в Ірані, так й за його межами, займаючі різне соціальне становище.